# Ostertag von Lustnau

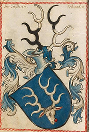
Wappen der Herren von Lustnau

Ostertag von Lustnau (um 1400) war ein württembergischer Adliger.

## Urkundliche Erwähnungen
Ostertag von Lustnau saß 1409 im Schloss Pfäffingen. Er verkaufte dieses mit Gütern und Gülten für 1700 Gulden an Hans Truchseß von Höfingen. Dieser verschrieb sich wegen des Kaufgeldes dahin, dass er 400 Gulden sogleich bar bezahlte, die Ablösung einer Schuld mit 100 Gulden sogleich übernahm und an dem Rest 12 Jahre lang je auf Walpurgis 100 Gulden heimzahlen wollte.
Ostertag von Lustnau, sein Bruder Hans von Lustnau und Heinz von Hailfingen gerieten mit Burkhard von Hölnstein in Streit, nachdem dieser das Burg Roseck, das Dorf Jesingen und die Kelter unter der Hirsenhalde an das Kloster Bebenhausen verkauft hatte. Dabei ging es um die Kelter, die sie für ihr, von ihren Vätern ererbtes Eigentum hielten, während Burkhard sie als ein ablösbares Pfand derselben erklärte. Sie verkauften daher am 22. November 1412 dem Kloster für 50 Gulden ihre Rechte an dieser Kelter.
Ebenso am 22. November 1412 bestätigte er mit seinem Bruder Hans von Lustnau in einer weiteren Urkunde, dass die beiden Brüder die 2 Ohm Weingülten dieser Kelter an der Hirsenhalde dem Kloster Bebenhausen um die Ablösungssumme von 10 Rheinischen Gulden abgetreten haben.
Am 8. Januar 1422 bestätigte er, dass er an Stelle eines verstorbenen Verwandten Bürge geworden ist wegen 100 Gulden jährlichen Zinses aus Ofterdingen.
Am 20. Dezember 1450 bestätigten Hans und Ostertag von Lustnau dem Abt Wolf von Hirsau, dass das Höflein zu Häslach nach ihrem Tode an das Kloster Hirsau fallen sollte.